# Old Woodhall
Old Woodhall – wieś w Anglii, w hrabstwie Lincolnshire, w dystrykcie East Lindsey, w civil parish Stixwould and Woodhall. Leży 23 km na południowy wschód od Lincoln i 182 km na północ od Londynu.